# Distretto di Nika
Il distretto di Nika è un distretto dell'Afghanistan appartenente alla provincia della Paktika.